# Réglementation de la Formule 1 2005
Cette page présente les points les plus importants des règlements sportifs et techniques de la saison 2005 de Formule 1.

## Règlement sportif (nouveautés en caractères gras)
- Attribution des points selon le barème 10 (1er), 8 (2e), 6 (3e), 5 (4e), 4 (5e), 3 (6e), 2 (7e), 1 (8e) et tous les résultats comptent.
- Le GP doit durer 2 heures au maximum et avoir une distance de 305 km (plus la fin du dernier tour).
- Essais libres pour toutes les écuries le vendredi de 11h00 à 12h00 et de 14h00 à 15h00. À l'exception des quatre écuries classées en tête du championnat écoulé, toutes les équipes peuvent aligner une troisième monoplace lors des essais libres du vendredi sous réserve que le pilote d'essais n'ait pas disputé plus de 6 GP au cours des deux saisons écoulées.
- Essais libres pour toutes les écuries le samedi de 09h00 à 09h45 et de 10h15 à 11h00.
- Samedi à 13h00 : séance d'essais préqualificatifs servant à établir l'ordre d'entrée en piste des pilotes lors de la séance de qualification du dimanche. Les pilotes s'élancent un à un, dans l'ordre d'arrivée de la course précédente, pour une série de trois tours (lancement depuis les stands, chronométrage sur un tour de piste lancé et décélération pour retour aux stands).
- Dimanche de 10h00 à 11h00 : séance d'essais qualificatifs. Les pilotes s'élancent un à un, dans l'ordre inverse de la séance de préqualification du samedi (le pilote le plus rapide en PQ s'élance en dernier en Q), pour une série de trois tours (lancement depuis les stands, chronométrage sur un tour de piste lancé et décélération pour retour aux stands).
- Tout pilote dont le temps de qualification dépasse de 7 % le temps de la pole position ne sera pas autorisé à prendre le départ (sauf sur décision des commissaires sportifs prise en raison de conditions exceptionnelles ayant empêché le concurrent de défendre ses chances).
- La vitesse dans les stands est limité à 60 km/h lors des essais et 80 km/h en course, sauf au GP de Monaco, 60 km/h en permanence.
- Plus de « mulet ».
- Monoplaces placées en parc fermé dès la fin des essais qualificatifs jusqu'au départ du GP.
- Le moteur monté sur la monoplace devra être capable d'effectuer deux GP dans leur intégralité (essais, qualifications et course). Si le moteur doit être changé, le pilote écopera d'une pénalité de 10 places sur la grille de départ.
- À l'exception des quatre écuries classées en tête du championnat écoulé, toutes les équipes peuvent aligner une troisième monoplace lors des essais libres du vendredi sous réserve que le pilote d'essais n'ait pas disputé plus de 6 GP au cours des deux saisons écoulées.
- Les qualités de gommes disponibles à chaque GP sont libres.
- Chaque pilote doit choisir avant le début des qualifications la qualité des pneus qu'il utilisera à la fois en qualification puis en course.
- Le pilote doit prendre le départ du GP avec les pneus utilisés lors de la séance de qualification.
- Il est désormais interdit, sauf pour des raisons impératives de sécurité laissées au jugement des commissaires, de changer de pneumatiques en course.
- Les ravitaillements en carburant entre les essais qualificatifs et la course sont interdits.
- Si un pilote écope d'un stop-and-go de 10 secondes dans les cinq derniers tours de course, il n'a plus à effectuer la peine qui sera convertie en une pénalité de 25 secondes venant s'ajouter à son temps de course total.
- Interdiction des consignes d'équipe visant à interférer avec le résultat de la course.

## Règlement technique (nouveautés en caractères gras)

### Moteur
- Moteur atmosphérique 4 temps, architecture V10 de 3 000 cm³ de cylindrée.
- Moteur unique pour toute la durée de 2 week-end de course.
- Pistons de section circulaire obligatoires.
- 5 soupapes par cylindre au maximum.

### Transmission
- Boîte de vitesses de 4 à 7 rapports obligatoire.
- Marche arrière obligatoire.
- Transmission aux roues arrière exclusivement.
- Interdiction des boîtes de vitesses entièrement automatiques (système de changement semi-automatique autorisé).
- Interdiction des systèmes de contrôle de traction.
- Interdiction des systèmes d'antiblocage des roues.
- Interdiction des systèmes électroniques de départ automatisé (Launch Control).
- Interdiction des systèmes d'assistance de direction.

### Télémétrie
- Interdiction des systèmes de télémétrie bi-directionnel.
- Interdiction de brouillage des émissions radio entre équipe et pilote.

### Carburant et fluides
- Carburant élaboré à partir des composants de base du carburant du commerce (norme Eurosuper).
- Réservoir de carburant souple, increvable avec canalisations auto-obturantes.
- Système obligatoire de trop-plein d'huile dans l'admission d'air.

### Structure de la monoplace
- Poids minimum de la monoplace, pilote compris : 600 kg.
- Hauteur et largeur minimales intérieures de la coque : 300 mm à la hauteur des roues avant.
- Distance minimale entre le haut du casque du pilote et le haut de l'arceau fixé à 70 mm.
- Rembourrage de 2,5 cm d'épaisseur autour des jambes du pilote.
- Baquet solidaire du pilote avec fixations standardisées.
- Système HANS (Head And Neck Support) obligatoire. En carbone et solidaire du casque il est destiné à protéger les vertèbres cervicales en cas de coup du lapin.
- Structure d'absorption de choc arrière renforcée.
- Largeur hors-tout de la monoplace : 1,80 m.
- Largeur maximale au niveau de l'aileron avant : 140 cm.
- Largeur maximale au niveau des roues arrière : 100 cm.
- Hauteur de l'aileron arrière : 100 cm maximum.
- Deux profilés maximum sur l'aileron arrière au lieu de trois.
- Aileron arrière avancé de 150 mm par rapport à l'axe des roues.
- Hauteur de l'aileron avant (hors zone centrale de 50 cm de largeur) rehaussé à 15 cm du sol au lieu de 10 cm.
- Hauteur du diffuseur latéral limitée à 125 mm.
- Plancher de la monoplace devant s'arrêter à 400 mm de l'axe des roues arrière (et non plus à la limite des roues).
- Le plancher arrière doit avoir un évidement de 200 mm dans la zone reconsidérée.
- Augmentation de la taille du capot moteur.
- Longueur de la voiture en arrière de l'axe des roues arrière : 50 cm.
- Longueur de la voiture en avant de l'axe des roues avant : 120 cm.
- Pas de longueur maximale ou minimale imposée de la monoplace.

### Freins
- Double circuit de freinage obligatoire.
- Étriers de freins en aluminium à 6 pistons au maximum.
- Épaisseur des disques limitée à 28 mm, diamètre limité à 278 mm.

### Roues
- Largeur maximale de la roue complète de 380 mm à l'arrière et 255 mm à l'avant.
- Diamètre de la roue complète de 660 mm.
- Rainurage obligatoire des pneus : 4 stries à l'avant comme à l'arrière.
- Stries de 2,5 mm de profondeur, 14 mm de largeur en surface et 10 mm au fond de la gorge.
- Système de retenue des roues par 2 câbles.